# Роккамена
Роккамена (итал. Roccamena) — коммуна в Италии, располагается в регионе Сицилия, подчиняется административному центру Палермо.
Население составляет 1796 человек, плотность населения составляет 54 чел./км². Занимает площадь 33 км². Почтовый индекс — 90040. Телефонный код — 091.
Покровителем коммуны почитается святой Иосиф Обручник, празднование 19 марта.